# Proales reinhardti
Proales reinhardti är en hjuldjursart som först beskrevs av Ehrenberg 1834.  Proales reinhardti ingår i släktet Proales och familjen Proalidae. Arten är reproducerande i Sverige. Inga underarter finns listade i Catalogue of Life.